# Antifolat
Antifolati su lekovi koji ometaju funkciju folna kiselina. Jedinjenja ove klase se koriste u hemoterapiji kancera, kao antibiotici i antiprotozoalni agensi.
Dobro poznat primer je metotreksat. On je analog folne kiseline, i zahvaljujući strukturnoj sličnosti on se vezuje i inhibira enzim dihidrofolatna reduktaza (DHFR), i time sprečava formiranje tetrahidrofolata. Pošto je tetrahidrofolat esencijalan za sintezu purina i pirimidina, njegova nestašica može da dovede do inhibirane produkcije DNK, RNK, i proteina (tetrahidrofolati takođe učestvuju u sintezi aminokiselina serina i metionina). Antifolati ometaju metabolizam nukleotida i stoga se kategorizuju kao antimetaboliti.
Mnogi od njih su prvenstveno DHFR inhibitori. Raltitreksed je inhibitor timidilatne sintaze, a pemetreksed inhibira oba enzima.

## Indikacije
Niske doze metotreksata se koriste za tretiranje mnoštva bolesti, kao što su reumatoidni artritis, lupus, skleroderma, psorijaza, astma, sarkoidoza, primarna bilijarna ciroza, polimiositis, horiokarcinoma, leukemija kičmenog fluida, rak dojke, rak glave i vrata, osteogenska sarkoma i upalna bolest crijeva.

## Strukture
- Folna kiselina
- Metotreksat
- Pemetreksed
- Raltitreksed
- Pralatreksat

## Spoljašnje veze
- Antifolates на 